# Panyaguan
Panyaguan is een bestuurslaag in het regentschap Indragiri Hulu van de provincie Riau, Indonesië. Panyaguan telt 2183 inwoners (volkstelling 2010).